# Vita quotidiana etrusca

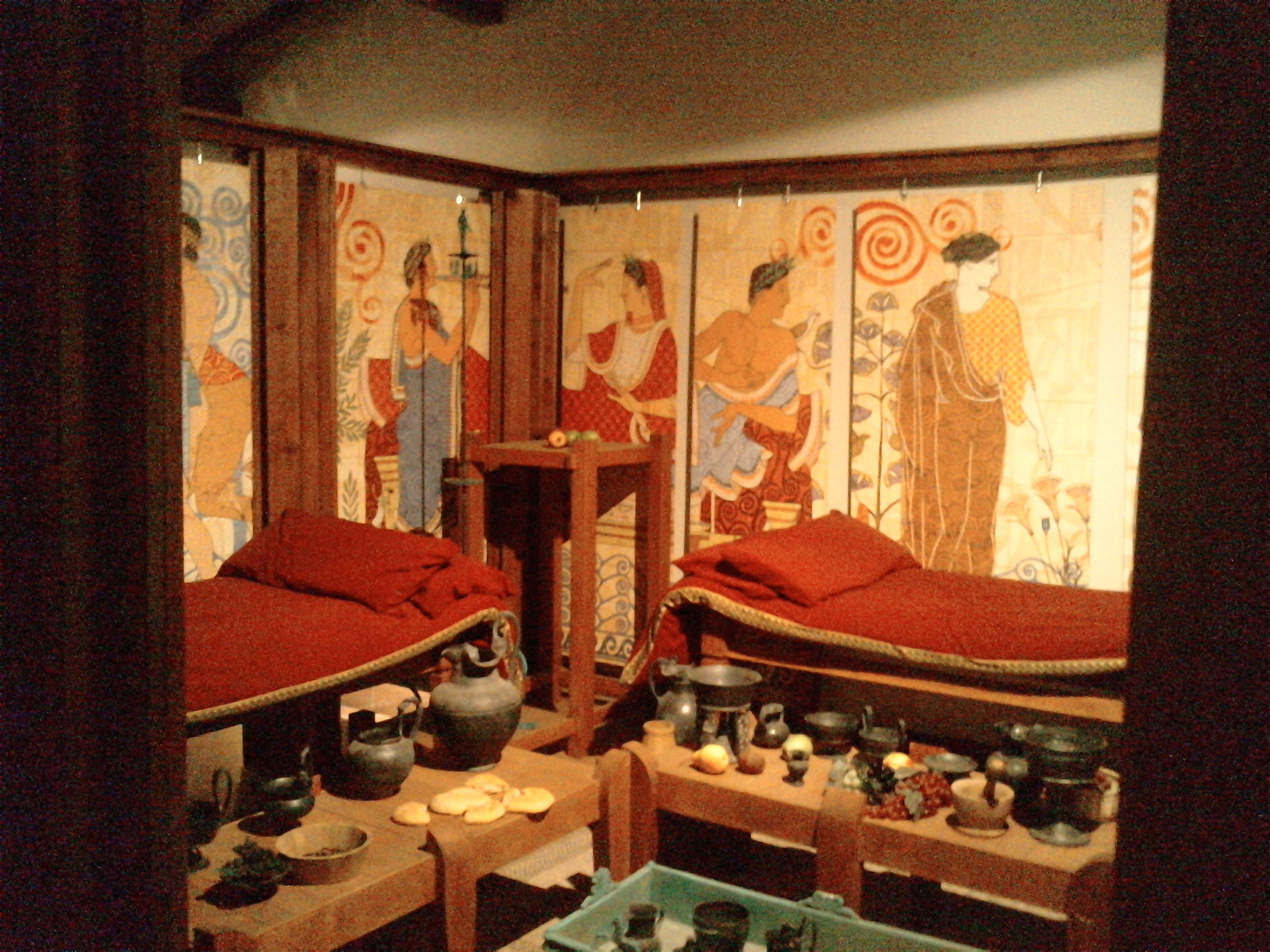
Ricostruzione di un simposio etrusco al museo di Chianciano Terme.

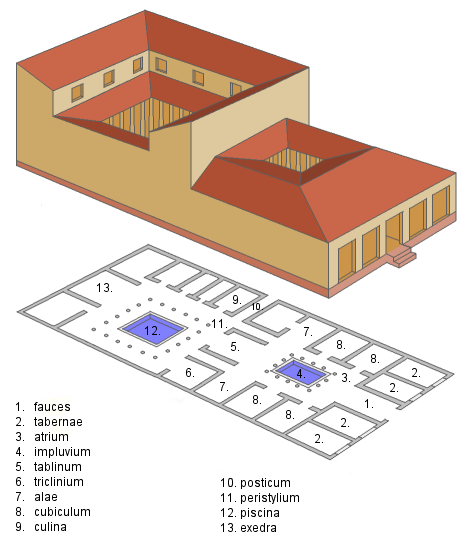
La villa che diventerà romana con le sue precise attribuzioni.

La vita quotidiana tra gli Etruschi è difficile da ricostruire, perché sono disponibili poche testimonianze letterarie e la storiografia etrusca fu molto dibattuta nel XIX secolo (vedi Etruscologia).
La conoscenza essenziale degli usi e costumi della vita quotidiana degli Etruschi ci è accessibile dall'osservazione minuziosa degli arredi funerari delle loro tombe spesso familiari: urne e sarcofagi decorati, accompagnati da oggetti comuni sia femminili sia maschili, dettagli di affreschi e bassorilievi, per lo più scoperti nel XVIII secolo e XIX secolo, vero inizio dello studio scientifico della loro civiltà.

## La tabella

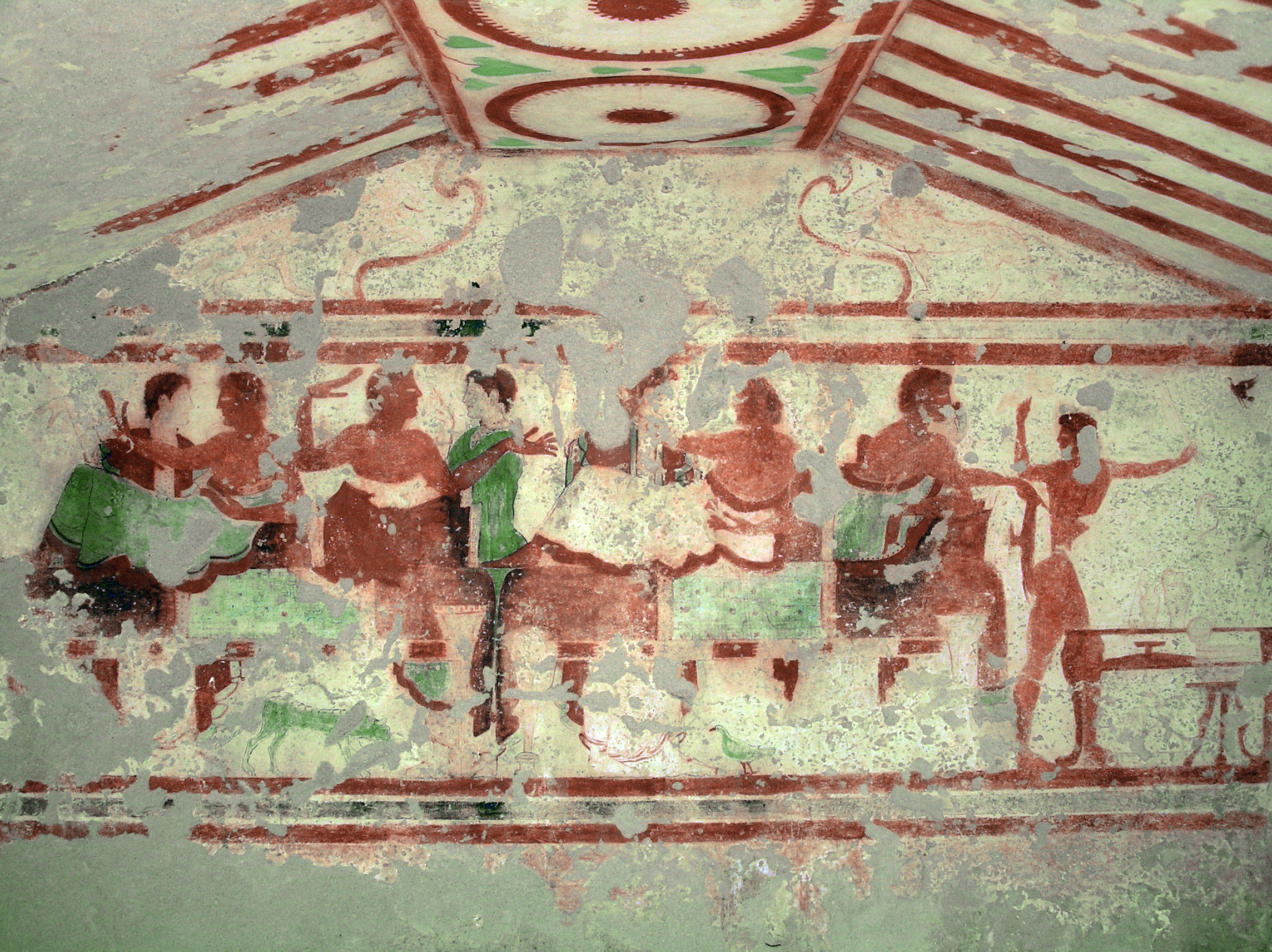
Affresco del banchetto dalla tomba 5513 di Monterozzi.

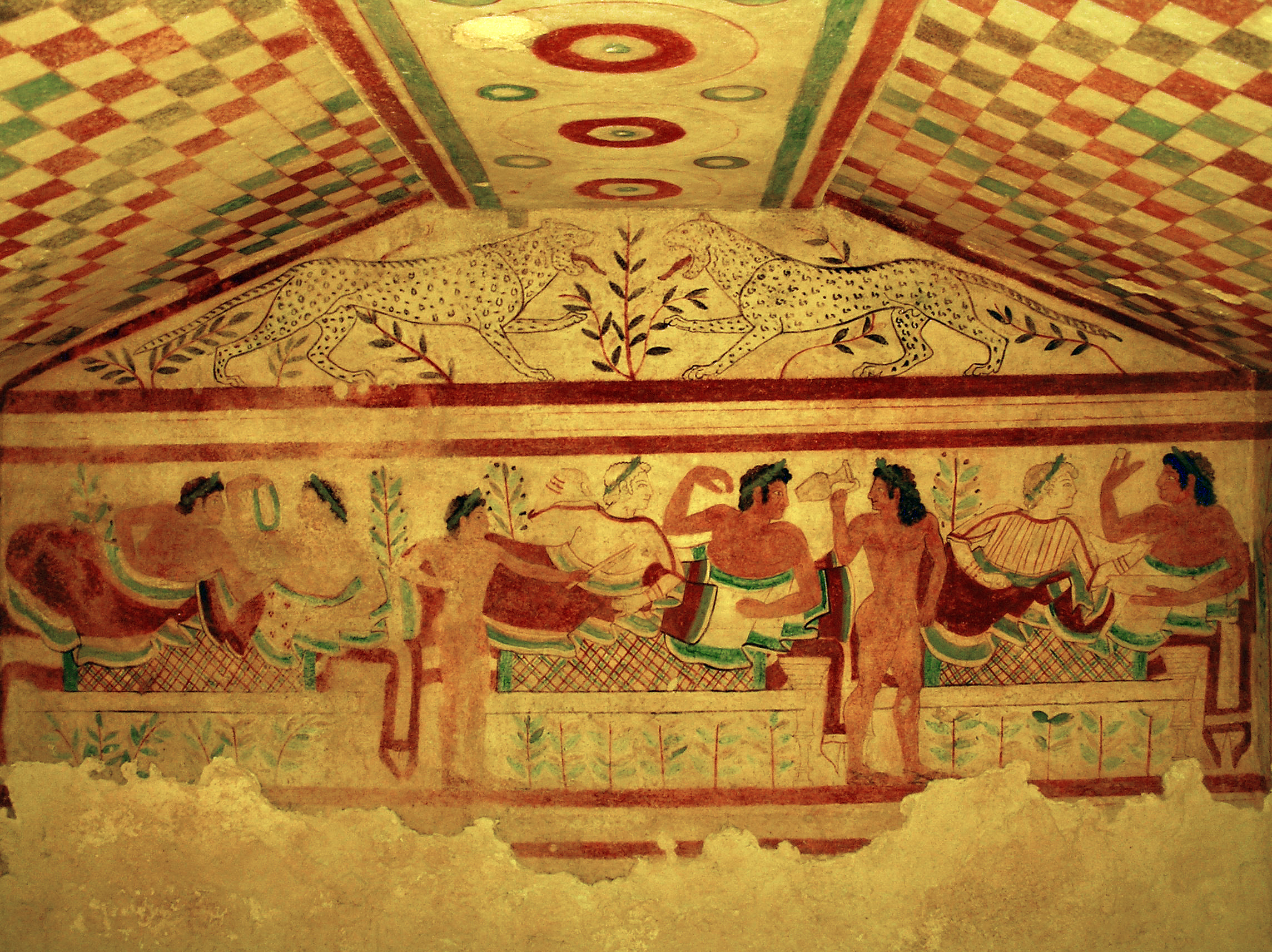
Altro affresco trasferito a Tarquinia.

Uno storico greco, Posidonio, commentava la ricchezza della tavola etrusca: “Gli Etruschi hanno una tavola sontuosa preparata due volte al giorno con tutto ciò che contribuisce a una vita delicata; disporre tovaglie ricamate con fiori; coprire la tavola con una grande quantità di piatti d'argento; serviti da un numero considerevole di schiavi”. Questa vita è ovviamente quella di una persona benestante, molto diversa da quella della gente comune.
Un'abbondante riserva di boschi permetteva la costruzione di una flotta marittima ma anche l'attività mineraria. La prosperità del commercio etrusco era basata sull'esportazione di oggetti d'artigianato, ad esempio il bucchero, e di grandi quantità di vino, e sull'importazione di peltro dalla Gallia.
Sono attestate almeno dal VII secolo la coltivazione della vite e la produzione di vino, come testimonia la fabbricazione di anfore destinate al trasporto del vino e ampiamente diffuse nel mar Tirreno e nel Mediterraneo.

### Cibo

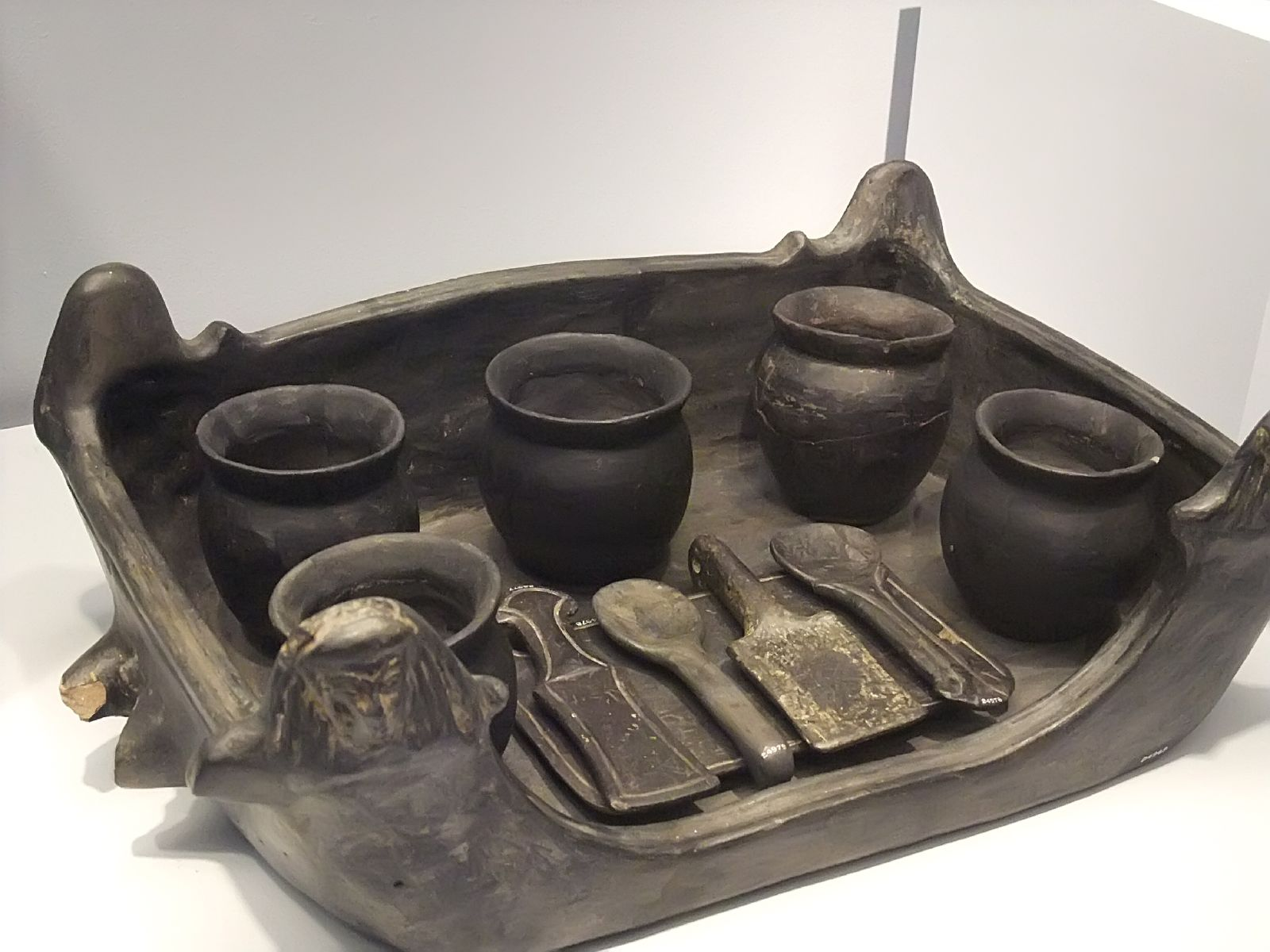
Servizio da tavola databile tra il 550 e il 500 a.C. rinvenuto in una tomba a Chiusi.

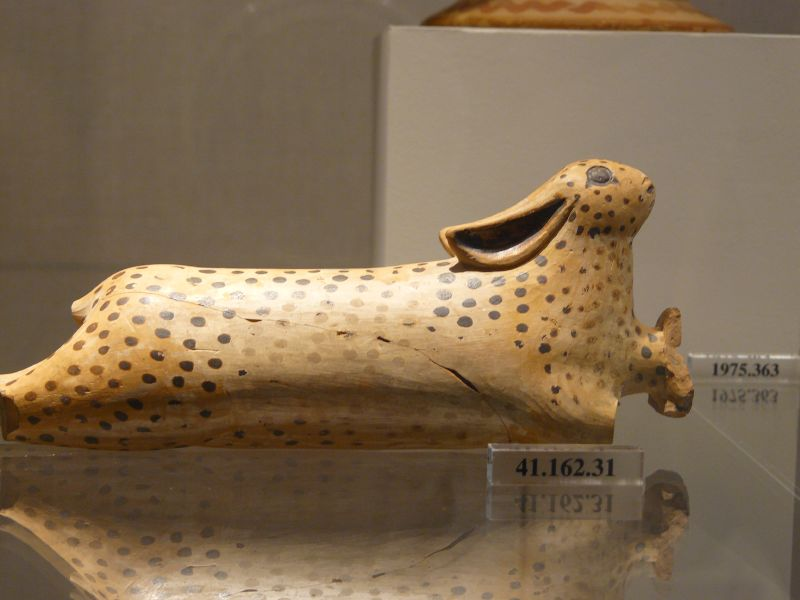
Ariballo a forma di lepre.

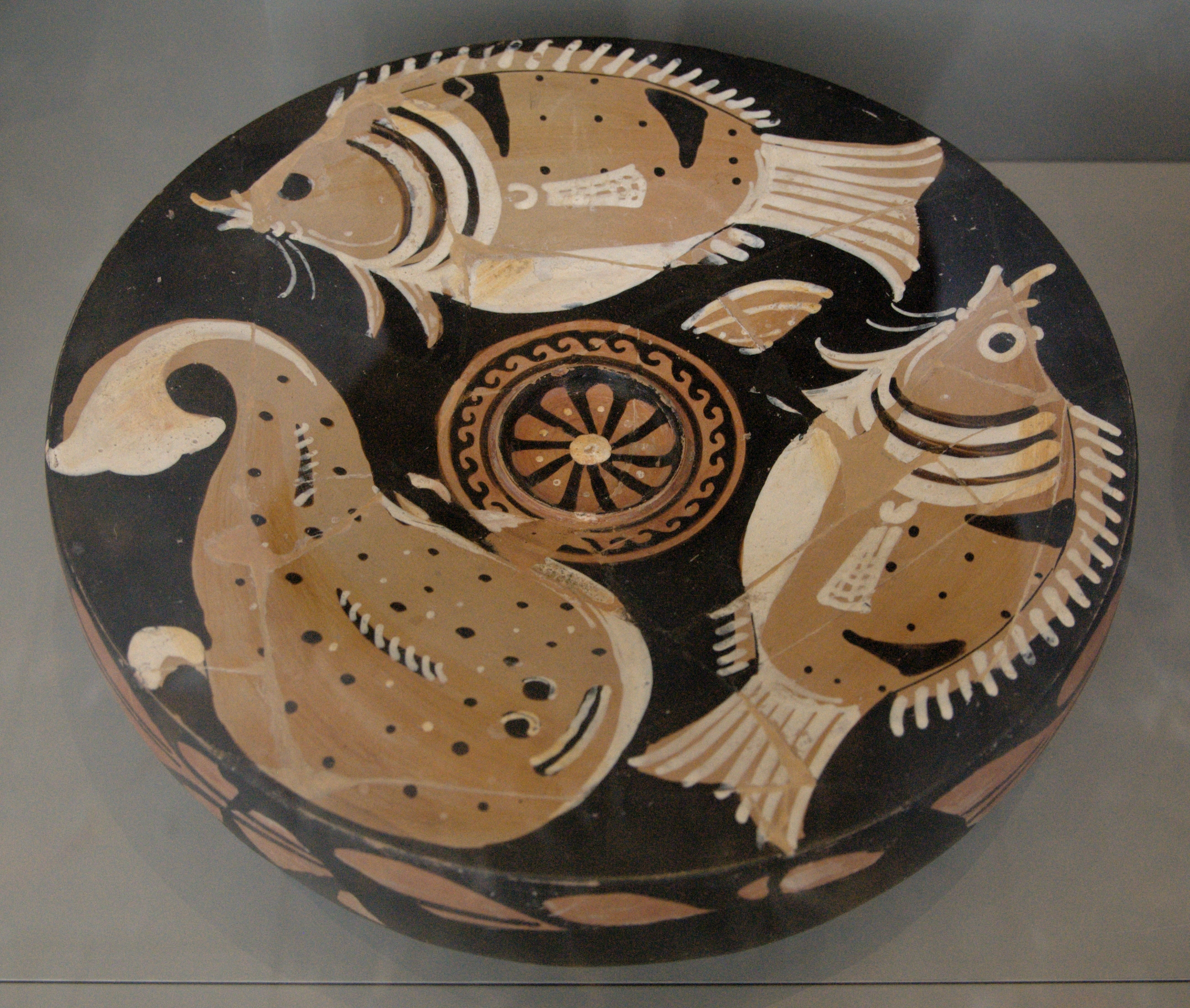
Un piatto raffigurante pesci tipico dell'Italia meridionale della seconda metà del IV secolo

La base del cibo degli Etruschi era costituita principalmente da zuppe di cereali e verdure. I pesci d'acqua dolce e salata erano sicuramente presenti. Il consumo di carne era legato ai sacrifici rituali nei giorni di festa religiosa. Rappresentata dipinta su vasi, durante scene di caccia, la lepre era una cacciagione molto popolare. Diversi utensili da cucina, scolapasta, anfore, vasi, mestolo di bronzo e tipici piatti da pesce sono esposti nei musei europei, tra cui il Altes Museum a Berlino, il Louvre di Parigi e il Museo nazionale etrusco di Villa Giulia a Roma.

## Lo splendore del banchetto
Gli affreschi, presenti o rinvenuti in molte necropoli etrusche, mostrano gli Etruschi nello splendore del banchetto del triclinio, bevendo e mangiando con opulenza (rinvenibile anche nel coperchio dei sarcofagi dipinti), la ricchezza dei piatti e degli oggetti di uso quotidiano (dadi) rinvenuti nelle tombe, accompagnando il defunto nell'aldilà con il ricordo della sua vita terrena.

## Ludi
I ludi etruschi, rappresentati anche negli affreschi delle tombe, occupavano un posto importante nella loro vita. Erodoto riporta i loro numerosi giochi: i dadi, i kottabos, quello della palla ("episkyros" o harpastum), il phersu, l'askôliasmos, la borsa...
Da un lato gli etruschi si ispirarono direttamente alle pratiche greche per i loro giochi sportivi panetruschi (volsini): pugilato e lotta, lancio del disco, giavellotto, salto in lungo, corsa podistica semplice o in armi, dall'altro introdussero alcuni giochi come le corse dei cavalli (bassorilievi di Poggio Civitate), le acrobazie del desultores, le corse dei carri (bighe, trighe e quadrighe) che gli aurighi praticavano con le redini legate dietro la schiena.
Altri giochi denominati ludi scaenici, giochi di scena rituali e votivi, esibizioni di danza o balletto, che potevano includere la recita di un istrione (Varrone riporta anche il nome di un autore di tragedie etrusche, Volnio) sarebbero stati ripresi dai Romani, per uno scopo più specificamente teatrale.

## Musica

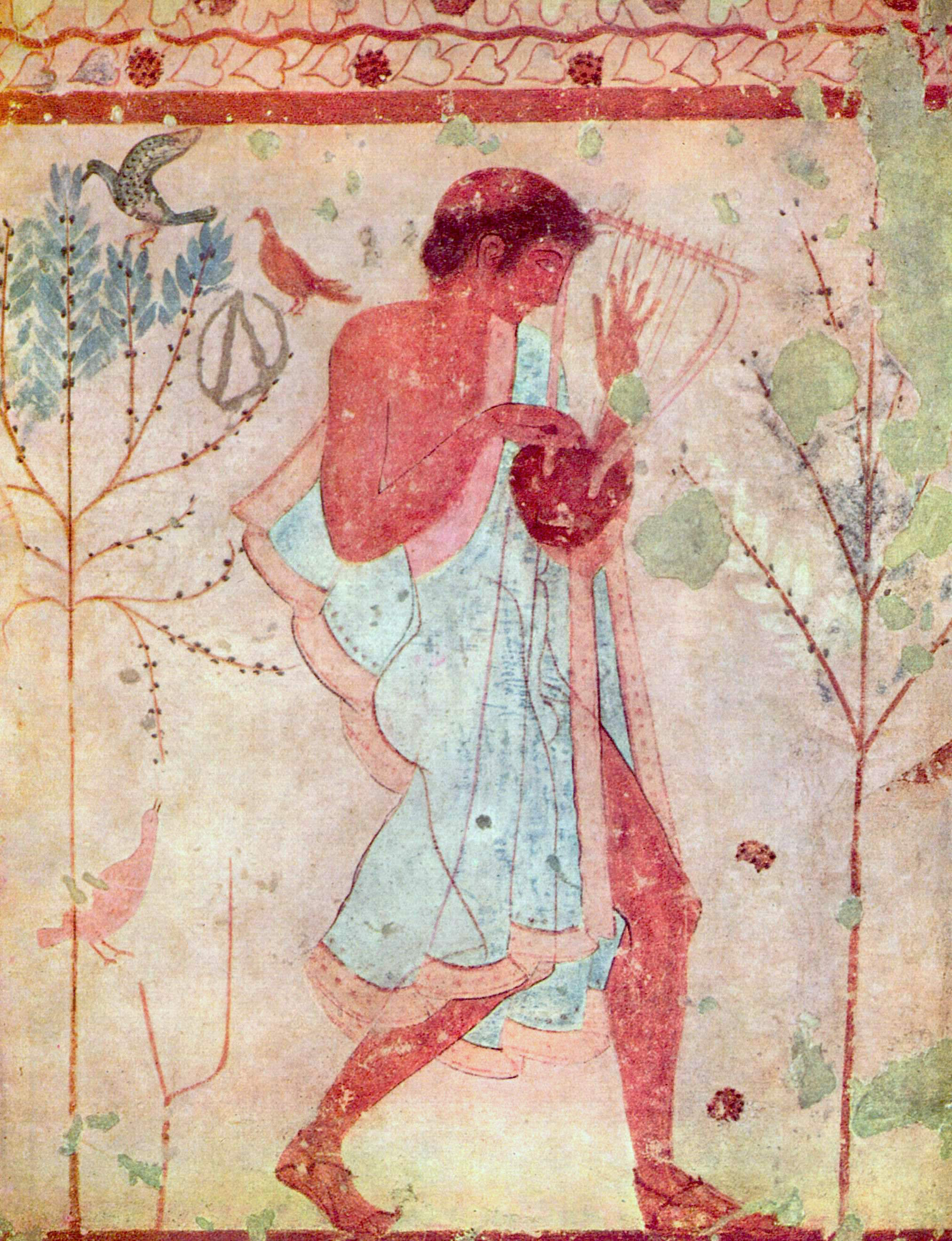
Musicista.

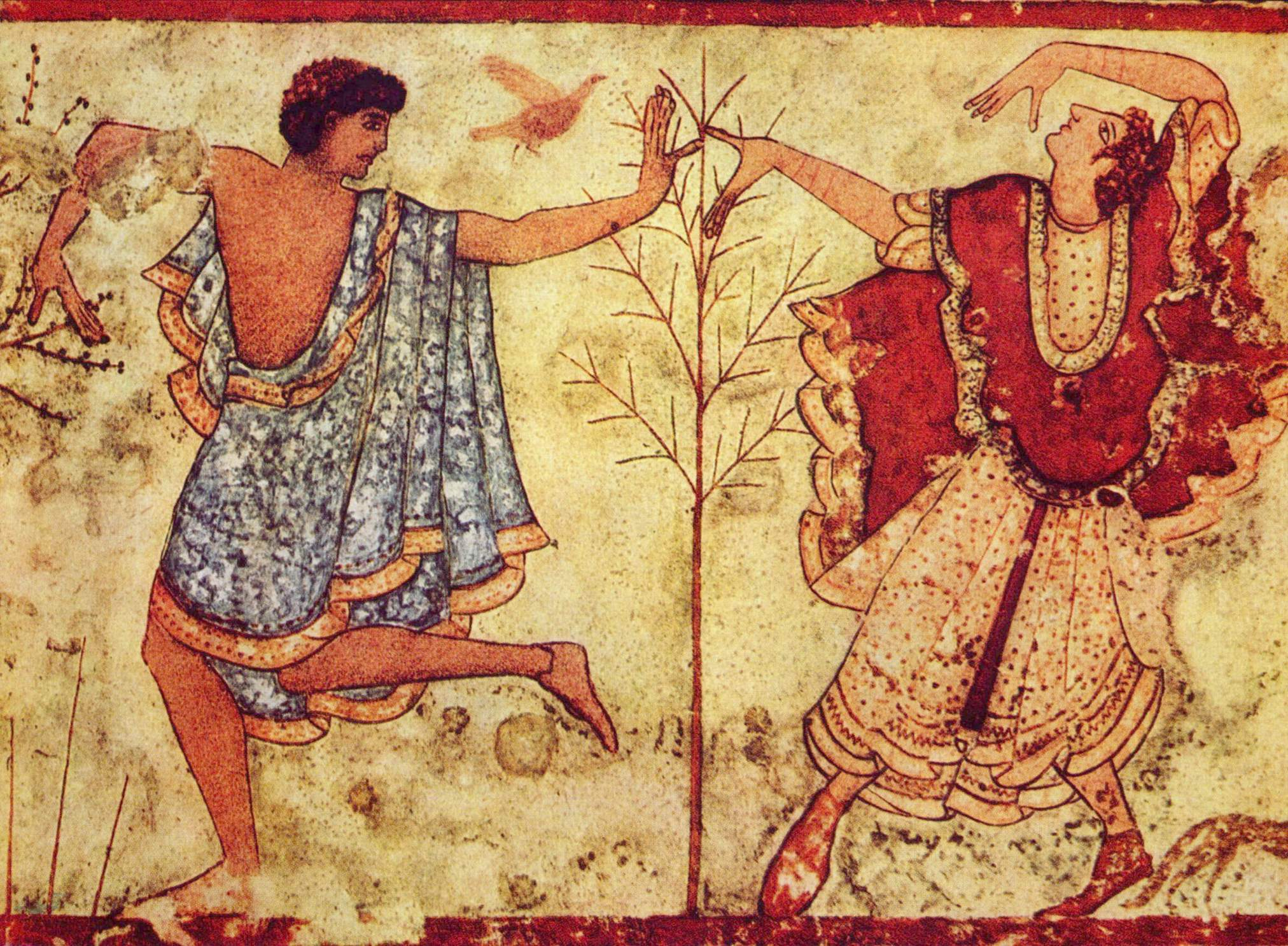
Danza su un affresco di una tomba di Monterozzi.

La presenza di musica etrusca è visibile negli stessi affreschi, che raffigurano suonatori di diversi strumenti e danzatori. Questa pratica è dipinta anche su molti vasi di ispirazione ellenistica.
La vita urbana e agricola era accompagnata da feste e pratiche rituali, con relativa musica e danze.

## Rituali sociali
La divinazione scandiva i momenti in cui occorreva prendere decisioni, e i resti di diversi edifici ne rivelano la pratica (il templum per il tempio etrusco) o le superstizioni e credenze che la accompagnavano (statue-acroteri come il cosiddetto "cowboy di Murlo").
La mitologia etrusca, reinterpretazione di quella greca, era presente nei gesti della vita quotidiana, anche in casa (i Lari e i Penati), nelle attività agricole, nella guerra, nella costruzione di città.

### La famiglia
- La trasmissione del cognome del padre e di quello della madre ai figli.[senza fonte]
- Pari diritti e poteri tra uomini e donne[senza fonte]

## Abbigliamento
- Gonna a campana (tomba Francesca Giustiniani - Monterozzi)
- Costumi da ballo e ferri di cavallo (Tomba del Triclinio, Tomba delle Leonesse- Tarquinia)

### Scarpe
- Sandali (Tyrrhenica sandalia) diffusi fino ad Atene (Cratinos, V secolo) con suole in legno sostenute da strutture metalliche (Bisenzio, Caere)[6]
- I calcei repandi, scarpe a punta (Tomba degli Àuguri, Tomba del Barone - Monterozzi, Sarcofago degli sposi di Caere)
- Stivaletti dell'Arringatore, di Velia Seitithi e del suo schiavo (Tomba degli Scudi - Monterozzi), allacciati con cinghie ("del Tirreno", il Tyrrhena pedum secondo Virgilio)

### Cappelli
- Il tutulus, cappello conico femminile ("Tomba delle Leonesse" di Monterozzi, Sarcofago degli sposi di Caere, spettatrici della Tomba delle Bighe di Tarquinia)

### Finimenti per cavalli
- La falera

## Organizzazione sociale
- I rito di fondazione delle città
- strade tra le città
- i cittadini
- l'aristocrazia dei principes
- i gentilices
- i lavoratori domestici o schiavi (oiketès) liberati
- gli schiavi (servus)
- i servitori (péniestes)
- contadini indipendenti
- artigiani che occupavano una posizione importante[7].
- La divisione del tempo e il calendario etrusco:
  - del giorno: da mezzogiorno a mezzogiorno (diversamente dal "da mezzanotte a mezzanotte" per i babilonesi e i romani, e "dal tramonto al tramonto" per i greci)[8]
  - le settimane: le novene di otto giorni regolari (nundinae) e del nono giorno di mercato
  - dei mesi: sul ciclo lunare, con il plenilunio posizionato a metà (le idi, riprese dai romani)
  - gli anni: quelli trascorsi si rappresentavano con un chiodo piantato nel muro del tempio della dea Norzia (consuetudine ripresa dai romani nel tempio di Giove Capitolino)
  - i secoli di durata variabile (fino a 119 e 123 anni, eccedenti la durata massima della vita umana), la cui fine era legata a prodigi (la nazione etrusca doveva durare dieci secoli).
- la villa e i suoi elementi ben attribuiti:
  - l'atrium con compluvium e impluvium
  - il tablinum

## Alcuni oggetti
- il semplice aratro
- il pettine

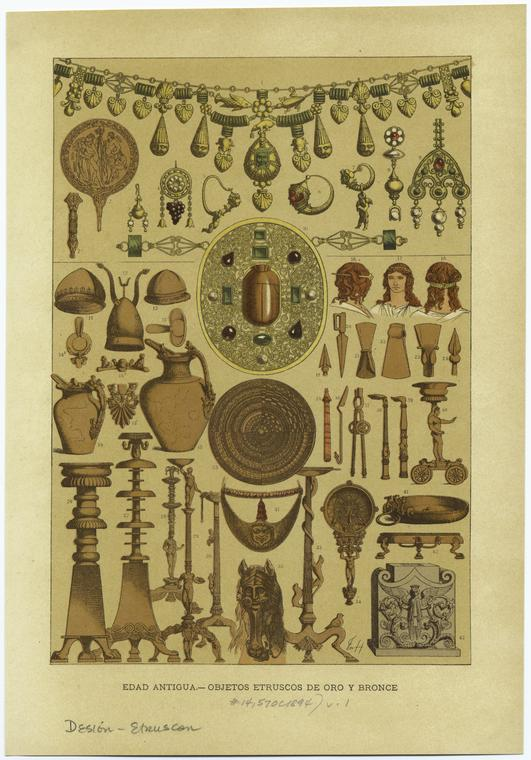
Disegno di vari oggetti attribuiti agli etruschi, in oro e bronzo.

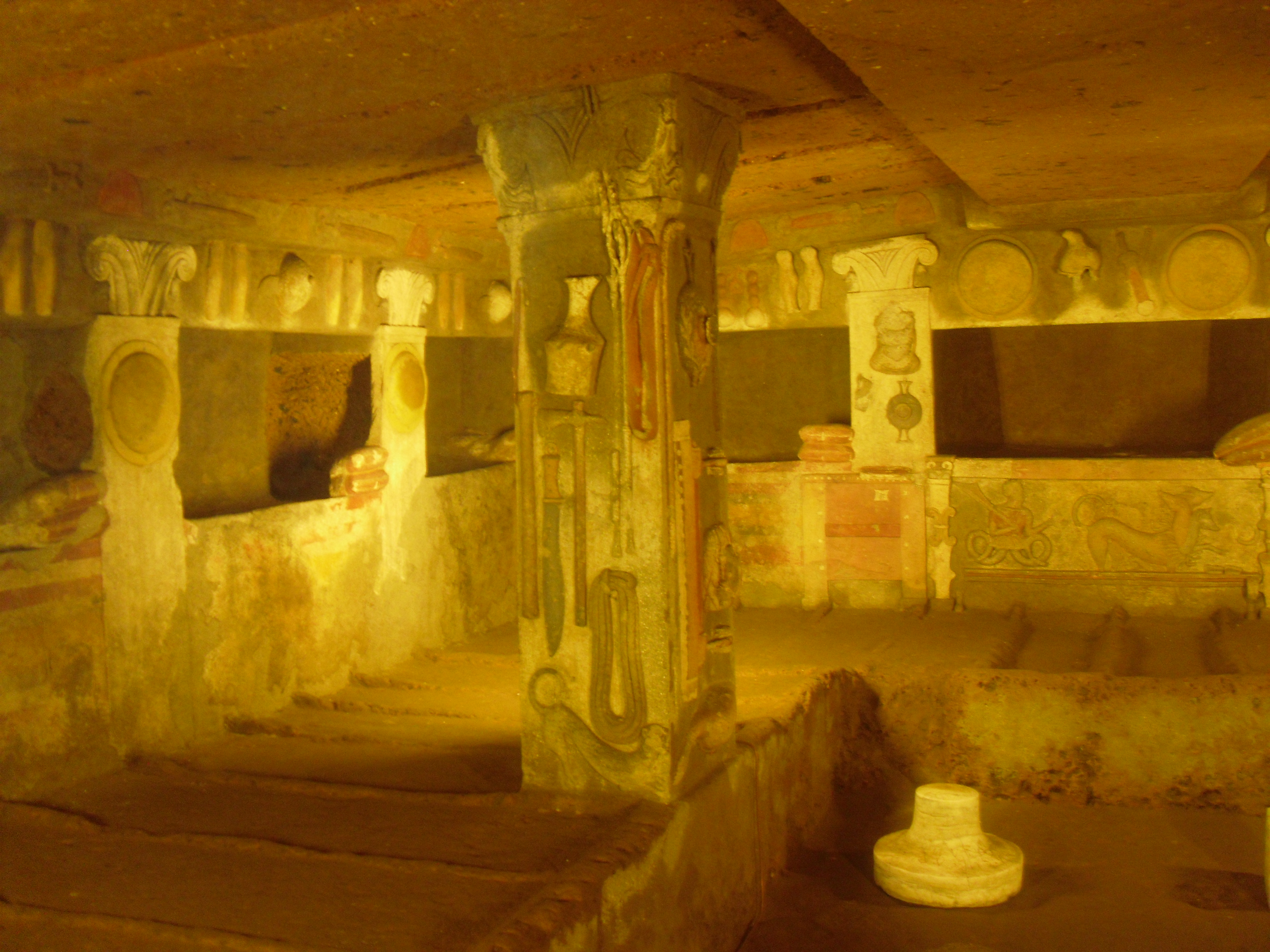
Dettagli in bassorilievi di oggetti di uso quotidiano sulle pareti e sulle colonne della Tomba dei Rilievi.

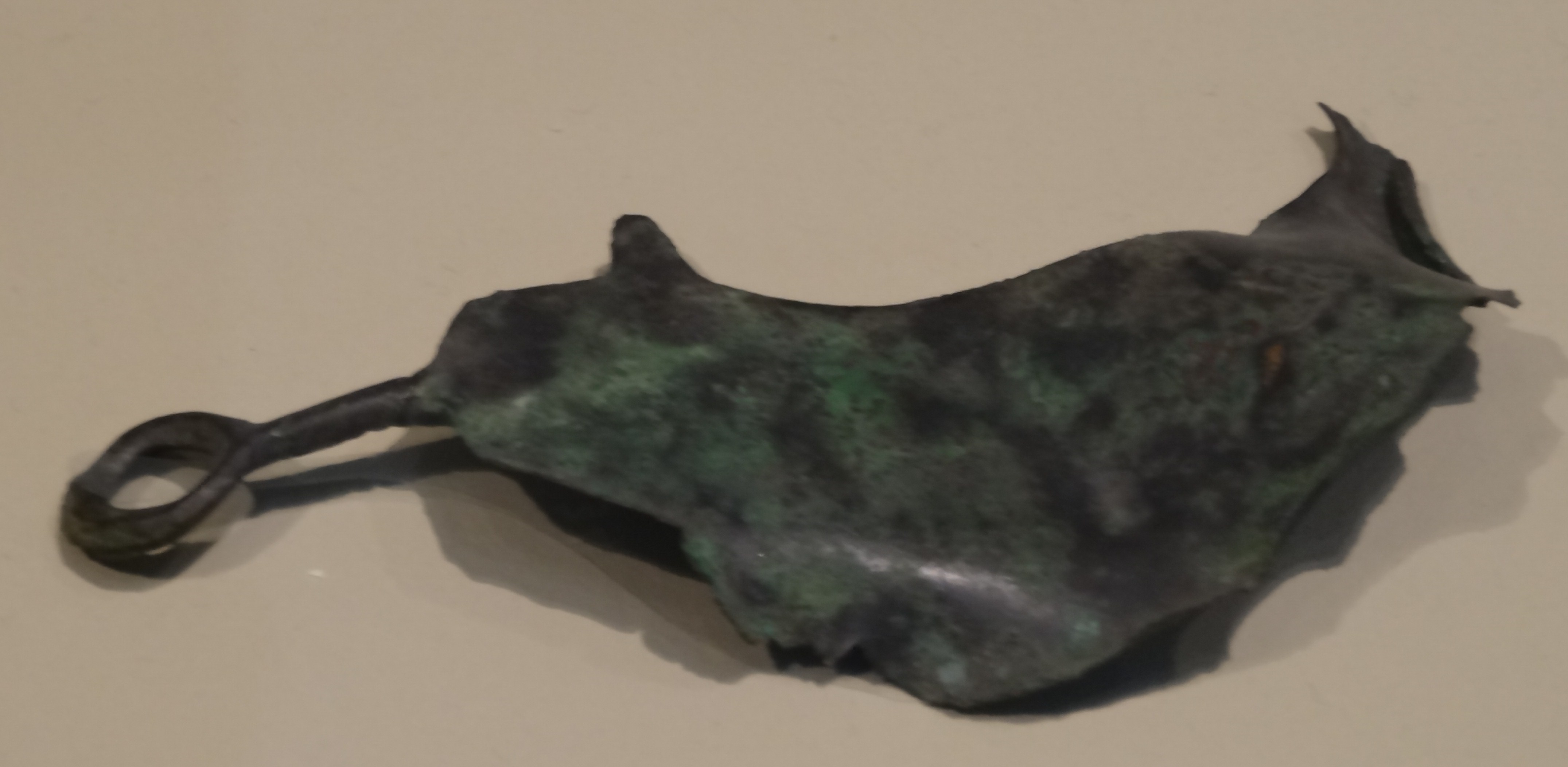
Rasoio

- i ventagli di cui sono stati ritrovati i manici d'avorio a forma di mani (Vulci)[10]
- il calderone e il suo treppiede (Tarquinia)
- la grattugia per formaggio (Chianciano Terme e Sarteano)
- il graffione, lo spiedo per arrosti (Chianciano Terme e Piombino)
- il manico di colino[11]
- il rasoio a mezzaluna
- il bruciaprofumi, un carretto per il culto teriomorfo[12] (insieme di figure zoomorfe di corpi di uccelli, teste di cervo, montate su ruote, esposte a Tarquinia)[13]
- l'ago per profumi (Poggio Civitate)
- il vaso a doppia ampolla
- il vaso con l'intero alfabeto scritto sul bordo (probabilmente con funzione di calamaio)
- il carrello a due ruote con tela protettiva sorretta da archi

Alcuni oggetti sono autoctoni, altri sono importati e poi modificati localmente con l'aggiunta di figure (rilevabili per la lavorazione più grossolana).